# تشارلز بي سنايدر
تشارلز بي سنايدر (بالإنجليزية: Charles P. Snyder)‏ هو ضابط أمريكي، ولد في 10 يوليو 1879 في تشارلستون في الولايات المتحدة، وتوفي في 3 ديسمبر 1964 في بيثيسدا في الولايات المتحدة.